# Ressource minérale
Une ressource minérale est une concentration de matériau présent naturellement, sous forme, solide, liquide ou gazeuse, dans la croûte terrestre, sous une forme et une quantité telles que son extraction à des fins économiques est effectivement ou potentiellement faisable. Ces ressources sont simplement évaluées et ne sont pas toutes découvertes. 
Les réserves minérales prouvées sont une partie des ressources à la fois repérées géologiquement et susceptibles d'être exploitées dans des conditions techniques et économiques rentables. Les réserves minérales non prouvées ne sont pas géologiquement connues.
L'évaluation de la quantité d'une ressource dans une zone donnée dépend de nombreux paramètres du gisement, dont la localisation, la profondeur, la taille, la configuration, la nature minérale, la qualité, la densité, les caractéristiques géologiques, la proximité de ressources voisines. Pour le pétrole, la porosité de la roche, la viscosité la pression et la température entrent également en jeu.

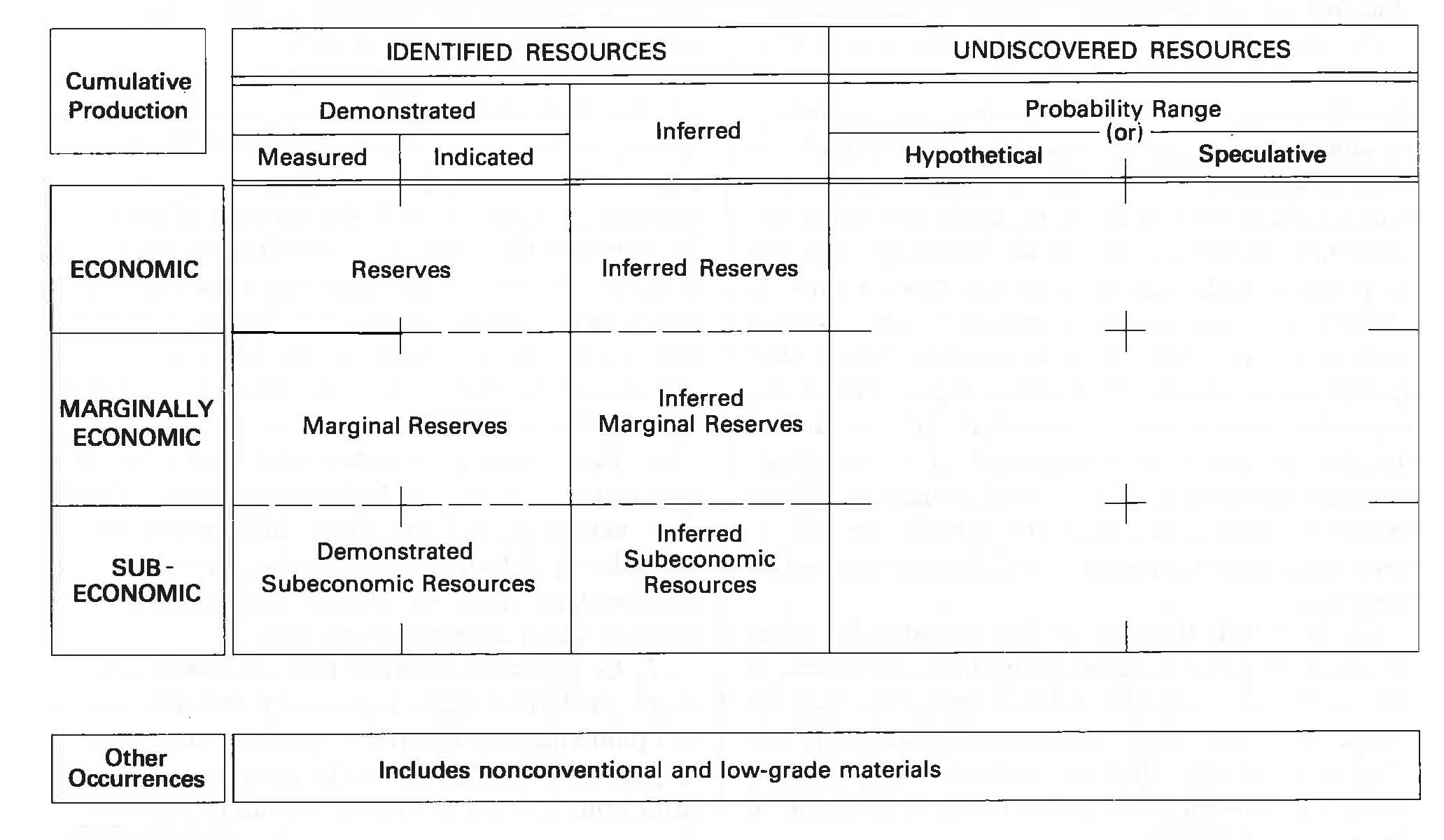
Diagramme de McKelvey mettant en relation les différentes classifications des ressources minérales.

## Types de ressources
La ressource désigne la quantité totale d'un minerai existant dans une zone donnée, sans considération des possibilités d'exploitation présentes ou futures. On appelle ressource initiale la quantité de ressource avant sa production. Selon la connaissance que l'on a d'une ressource, il est possible de la classifier plus précisément :
- Ressource identifiée : ressource dont la localisation, la typologie, la qualité et la quantité sont connues grâce à des preuves géologiques précises. Les ressources identifiées peuvent être rentables, marginalement rentables ou non rentables. Pour exprimer le niveau de certitude géologique, ces ressources peuvent être qualifiées de mesurées, indiquées, démontrées ou présumées :
  - Mesurée : la quantité est déterminée à partir de mesures obtenues à partir d'affleurements, de tranchées, de fouilles ou de trous de forage. La typologie et la qualité sont calculées à partir des résultats d'échantillonnages détaillés. Les sites d'inspection, échantillonnages et mesures sont suffisamment rapprochés et les caractéristiques géologiques sont suffisamment bien définies pour que la taille, la forme, la profondeur et la nature minérale de la ressource soient bien établies.
  - Indiquée : La quantité, la typologie et la qualité sont calculées à partir d'informations semblables aux ressources mesurées, mais les sites d'inspection, d’échantillonnage et de mesure sont plus espacés ou de manière moins adéquate. Le niveau de certitude, bien que plus faible que pour les ressources mesurées, est suffisamment élevé pour supposer la continuité entre les points d'observation.
  - Démontrée : terme englobant les ressources mesurées et les ressources indiquées.
  - Présumée : les estimations sont basées sur une continuité supposée plus importante que pour les ressources mesurées ou indiquées, pour lesquelles il existe des preuves géologiques. Les ressources présumées ne sont pas nécessairement confirmées par des échantillons ou des mesures.
- Ressource non rentable : partie d'une ressource identifiée qui ne répond pas aux critères des réserves et réserves marginales.
- Ressource non découverte : ressource dont l'existence est seulement postulée, y compris les gisements séparés des ressources identifiées. Les ressources non découvertes peuvent être postulées en gisements d'une typologie et d'une localisation telles qu'ils puissent être rentables, marginalement rentables ou non rentables. Pour exprimer des différents degrés d'incertitude géologique, elles peuvent être divisées en deux parties :
  - Ressource hypothétique : ressources non découvertes similaires aux minéraux connus, et dont on peut raisonnablement s'attendre à exister dans le même territoire de production dans des conditions géologiques analogues. Si l'exploration confirme leur existence et révèle suffisamment d'information à propos de leur qualité, typologie et quantité, elles seront reclassifiées en ressources identifiées.
  - Ressource spéculative : ressources non découvertes qui peuvent se présenter soit dans des types de gisements connus, dans des conditions géologiques favorables où aucune découverte minérale n'a été faite, soit dans des types de gisements qui n'ont pas encore été reconnus pour leurs potentiels économiques. Si l'exploration confirme leur existence et révèle suffisamment d'information à propos de leur qualité, typologie et quantité, elles seront reclassifiées en ressources identifiées.

Il existe une autre manière de classer les ressources, notamment dans l'industrie pétrolière, toujours selon le degré de connaissance dont on dispose :
- Ressource prouvée ou ressource 1P : ressource dont l'existence a été physiquement prouvée, ou avec une probabilité supérieure à 90 %. Elle correspond généralement à une estimation basse des ressources. Si, dans les conditions économiques et techniques actuelles, l'exploitation d'une ressource prouvée est rentable, on parle alors de « réserve prouvée » ou « réserve 1P ».
- Ressource prouvée et probable ou ressource 2P : ressource dont l'existence sous terre est considérée comme probable, avec une probabilité supérieure à 50 %. Si, dans les conditions économiques et techniques actuelles, l'exploitation d'une ressource prouvée est rentable, on parle alors de « réserve prouvée et probable » ou « réserve 2P ».
- Ressource prouvée, probable et possible ou ressource 3P : ressource dont l'existence sous terre est considérée comme probable, avec une probabilité supérieure à 10 %. Si, dans les conditions économiques et techniques actuelles, l'exploitation d'une ressource prouvée est rentable, on parle alors de « réserve prouvée, probable et possible » ou « réserve 3P ».

## Types de réserves
Les réserves sont des ressources ayant la particularité d'être découvertes, techniquement et économiquement récupérables. Les estimations de la quantité de minerai disponible dans une réserve sont subjectives et temporelles par nature. Elles sont périodiquement réévaluées en fonction de la production passée, de l'amélioration des techniques, des conditions économiques, des connaissances géologiques, etc. Malgré cette subjectivité, elles peuvent être classées de manière similaires aux ressources :
- Réserve base : partie d'une ressource identifiée qui respecte des critères chimiques et physiques minimaux pour une exploitation et une production selon les pratiques actuelles. La réserve base est la ressource démontrée sur place à partir de laquelle sont estimées les réserves. Elle peut englober la part des ressources qui ont une possibilité raisonnable de devenir économiquement disponibles dans un horizon de prévision plus large que celles qui exigent des technologies établies et des conditions économiques actuelles. La réserve base inclut les ressources rentables (réserves), marginalement rentables et une partie de celles qui sont aujourd’hui non rentables. Le terme réserve géologique est parfois employé comme équivalent, mais ce dernier inclut parfois aussi les ressources présumées.

- Réserve : partie de la réserve base qui pourrait être économiquement extraite ou produite à la date actuelle. Ce terme ne signifie pas nécessairement que des usines soient construites et opérationnelles. Les réserves incluent uniquement des matériaux récupérables ; en conséquence, avec cette définition, des termes tels que "réserve extractible" et "réserve récupérable" sont redondants.

- Réserve base présumée : la part locale d'une ressource identifiée à partir de laquelle les réserves présumées sont estimées. Les estimations quantitatives sont basées en grande partie sur la connaissance des caractères géologiques d'un gisement pour lequel il peut n'y avoir aucun échantillon ou mesure. Ces estimations sont basées sur l'hypothèse d'une continuité au-delà de la réserve base, pour laquelle il existe une preuve géologique.

- Réserve marginale : partie de la réserve qui, à la date actuelle, est à la limite d'une production rentable. Sa caractéristique principale est l'incertitude économique. Cela inclut les ressources dont la production pourrait devenir rentable si l'on suppose des variations économiques ou technologiques.

Un classement analogue à celui des ressources est aussi pratiqué :
- Réserve prouvée ou réserve 1P : réserve dont l'existence a été physiquement prouvées, ou avec une probabilité supérieure à 90 %. Il s'agit d'une ressource 1P dont l'exploitation est jugée rentable dans les conditions économiques et techniques actuelles. Elle correspond généralement à une estimation basse de ce qui pourra être extrait.

- Réserve prouvée et probable ou réserve 2P : réserve dont l'existence sous terre est considéré comme probable, avec une probabilité supérieure à 50 %.

Il s'agit d'une ressource 2P dont l'exploitation est jugée rentable dans les conditions économiques et techniques actuelles. Cette quantité, correspondant à l'espérance mathématique de minerai exploitable, est considérée comme l'estimation la plus juste a priori de ce qu'un gisement peut produire, la « réserve ultime ». C'est souvent la principale information publiée à propos des gisements découverts. Pendant l'exploitation d'un gisement, l'estimation de la réserve 1P est supposée tendre vers celle de la réserve 2P.
- Réserve prouvée, probable et possible ou réserve 3P : réserve dont l'existence sous terre est seulement considéré comme possible, avec une probabilité supérieure à 10 %. Il s'agit d'une ressource 3P dont l'exploitation est jugée rentable dans les conditions économiques et techniques actuelles. Il s'agit de l'estimation la plus optimiste de ce qu'un gisment peut produire.

## Durée d'exploitation
Il est courant d'estimer la capacité de production d'un gisement en années d'exploitation, en calculant le rapport des réserves prouvées sur la production annuelle à une date donnée. Cette estimation est souvent traduite littéralement en années de consommation restantes, en supposant que ni la production, ni les connaissances géologiques du gisement n'évolueront. Ce raccourci est susceptible d'amener à des biais cognitifs pour plusieurs raisons :
- Les techniques d'exploitation sont susceptibles de s'améliorer ;
- Les connaissances géologiques du gisement sont également susceptible de s'affiner ;
- La plupart des productions minières ont tendance à croître pour répondre à la croissance économique ;
- Certaines réserves déclarées sont l'objet d'enjeux économiques et varient ainsi davantage selon les positionnements politiques que selon les connaissances scientifiques. C'est en particulier le cas du pétrole[1];
- Plus le gisement s'épuise, plus la production annuelle diminue et plus le coût de production augmente. D'une part, cette variation modifie les conditions économiques dans lesquelles ont été faites les estimations. D'autre part, l'augmentation du prix de la matière première peut favoriser un effet de rareté avant que le gisement ne commence à être épuisé[2].
- Contrairement à, par exemple, un réservoir d'essence, l'évolution de la production d'une matière première suit plutôt un pic de Hubbert, c'est-à-dire une courbe en cloche.
- Certaines ressources minérales sont essentiellement des sous-produits ou des coproduits d'autres ressources. L'évolution de leur production future est en conséquence beaucoup plus complexe à prévoir. C'est par exemple le cas du Cobalt, du Sélénium, du Tellure, de l'Indium, du Cadmium, du Germanium, du Thallium, de l'Antimoine, du Bismuth ou du Gallium[3].

## Taux de récupération
Au terme de l'exploitation d'un gisement, on parle de réserve ultime pour estimer a posteriori la quantité de minerai qui y était exploitable. Le minerai restant n'est ainsi pas jugé exploitable dans les conditions techniques et économiques établies. Au cours de l'exploitation d'un gisement, l'estimation de la réserve 2P est supposée tendre vers la valeur de la réserve ultime.
Le taux de récupération désigne le rapport entre la quantité de minerai estimé présent dans le gisement au début de l'exploitation, et la quantité qu'il sera possible d'extraire du début à la fin de l'exploitation.